# Икэнага, Лев Дзюн
Лев Дзюн Икэнага (род. 11 марта 1937, Кобе, Япония) — японский прелат, член  монашеского ордена иезуитов. Коадъютор, с правом наследования, архиепархии Осаки со 2 ноября 1995 по 10 мая 1997. Архиепископ Осаки с 10 мая 1997 по 20 августа 2014.

## Биография
20 марта 1968 года Лев Дзюн Икэнага был рукоположён в священника в монашеском ордене иезуитов.
2 ноября 1995 года Римский папа Иоанн Павел II назначил Льва Дзюга Икэнагу коадъютором архиепископоа Осаки. 20 марта 1996 года состоялось рукоположение Льва Дзюна Икэнаги в епископа, которое совершил архиепископ Осаки Павел Хисао Ясуда в сослужении с епископом Такамацу Иосифом Сатоси Фукахори и епископом Киото Раймондом Кэнъити Танакой.
10 мая 1997 года Лев Дзюн Икэнага был назначен архиепископом Осаки.